# Web bug
Un Web bug és una diminuta imatge en una pàgina web o en un missatge de correu electrònic que es dissenya per controlar qui ho llegeix.
La seva mida és inapreciable, podent ser un píxel en format GIF i transparent. Es representen com a etiquetes HTML.

## Seguretat

### Accessos
Un web bug permet tenir certa informació sobre l'usuari (visitant de pàgina web o lector de missatge de correu electrònic).
Depenent del tipus d'accés, aquesta informació podria incloure, per exemple, per a cada visita o lectura:
- IP d'origen de la connexió (la del mateix usuari, o la del Proxy mitjançant el qual es connecta)
- Programa client que utilitzi (navegador o correu electrònic, incloent-hi marca i versió)
- Sistema operatiu (incloent-hi marca o tipus de sistema i versió)
- Moment de la connexió o visualització de la pàgina o missatge (quan s'accedeix a la imatge)
- Relació entre aquestes dades i l'email del destinatari específic (si va ser associat mitjançant referències específiques al diagramar la pàgina o missatge).

Aquestes i altres referències poden utilitzar-se amb diferents finalitats, incloent-hi atacs a l'usuari (abusant de vulnerabilitats conegudes dels programes que utilitza), confirmació d'adreces electròniques (per a tramesa massiva de spam o per a comercialització de bases d'adreces confirmades), etc.

### Detecció
En estar (normalment) implementats com a etiquetes HTML, encara que no siguin notoris a simple vista, poden ser detectats revisant la presència d'imatges en el codi intern de la pàgina o missatge.

### Prevenció
Per prevenir l'efecte imprevist o indesitjat d'aquest tipus de rastrejadors, molts navegadors i lectors de missatges permeten limitar l'accés a imatges externes.
Això generalment pot controlar-se en les opcions de configuració de cada programa.
Els principals lectors de correu, inclouen per defecte en la configuració bàsica, o en complements d'ús freqüent, proteccions per a aquest tipus de riscs.
Queda en mans de l'usuari activar-les o desactivar-les, segons els seus propis criteris i necessitats.

## Web bugs a pàgines web
Es pot dir que no necessàriament un web bug ha de ser sempre invisible en una pàgina, ja que qualsevol gràfic que s'utilitza per controlar propòsits es pot considerar un web bug.
Tampoc no vol dir-se que totes les imatges invisibles GIF siguin web bugs, ja que aquestes s'utilitzen també per a maquetació i alineació a les pàgines web (cada vegada menys).
Un Web Bug és un arxiu d'imatge sobre una pantalla d'imatge. Quan l'usuari sol·licita una pàgina amb un Web Bug, el bug envia una petició al servidor de l'empresa del Web Bug, on es rastreja la permanència i referències de l'usuari.

## Web bugs en missatges de correu electrònic
Un web bug es pot utilitzar per esbrinar si un missatge de correu electrònic particular ha estat llegit per algú i, si és el cas, quan es va llegir el missatge, entre altres referències ja esmentades.
Normalment, l'URL dels web bugs continguts al correu té un identificador únic. Aquest identificador s'escull quan s'envia l'e-mail i es grava alhora.
La descàrrega posterior de l'URL amb aquest identificador, indica que aquest e-mail en particular ha estat llegit per aquest destinatari específic. L'emissor de l'e-mail és així capaç de gravar el moment exacte en què és llegit i l'adreça IP de l'ordinador o el proxy a través del que estava connectat. D'aquesta manera l'emissor obté informació detallada sobre quan i on llegeix cada receptor l'e-mail. Cada vegada que es mostra el missatge a la pantalla de l'usuari, se sol·liciten de nou les dades de la imatge (i pot registrar-se cada lectura).

## Analitzadors d'accessos al servidor
Cada vegada que es visita una pàgina web de qualsevol servidor, queda registrat en un arxiu anomenat access.log. Dels visitants s'obté dades com a:
- Països d'origen.
- Seccions més visitades.
- Temps de permanència en cada secció.
- Informació del sistema operatiu.
- Tipus de computador.
- Tipus de navegador.
- Paraules utilitzades a la recerca.

Analitzar aquesta informació permet realitzar una correcta estratègia de màrqueting. Es pot utilitzar un analitzador d'estadístiques com el de ActiveISP.